# Pöide
Koordinaten: 58° 30′ N, 23° 3′ O

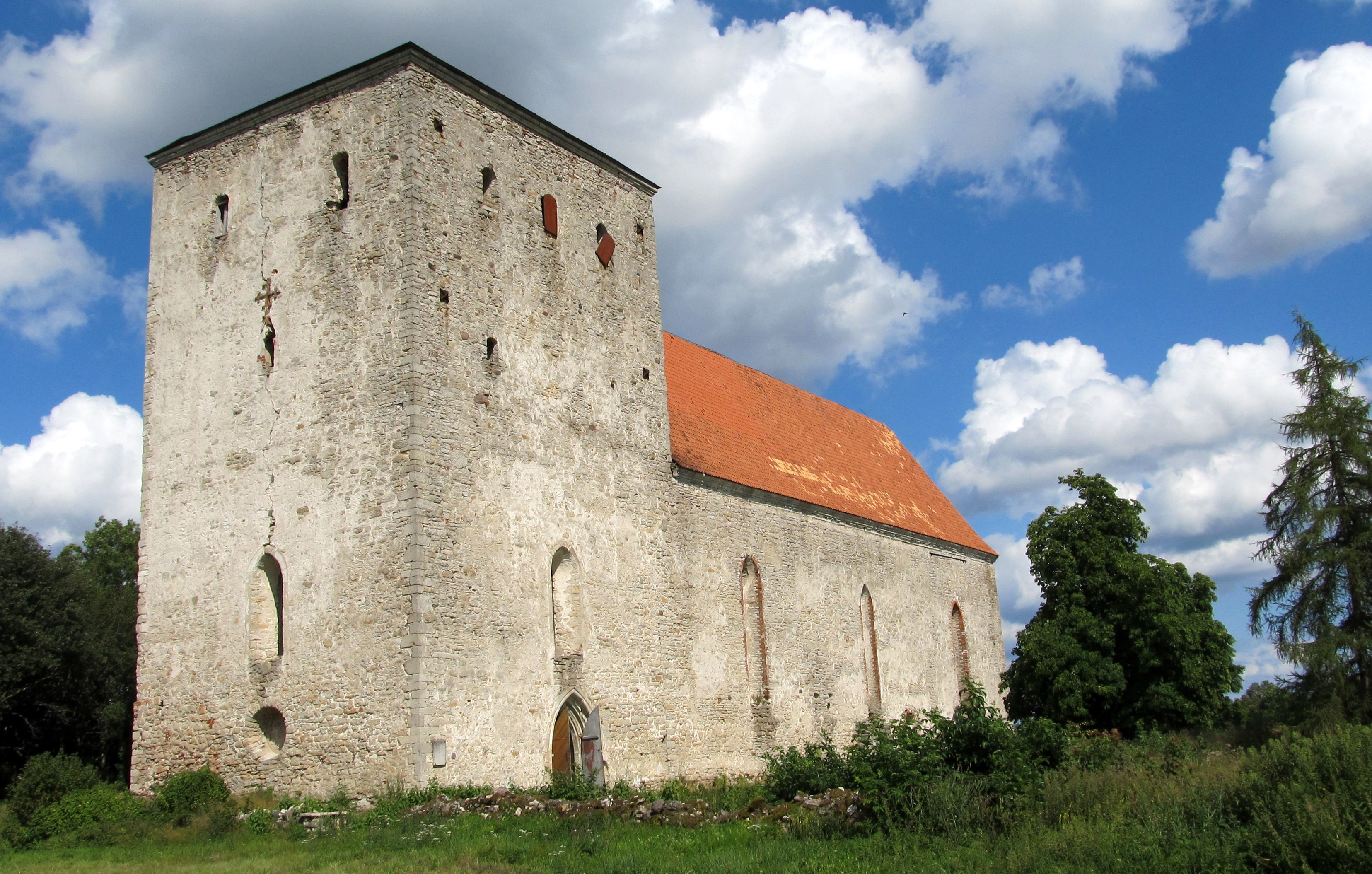
Kirche von Pöide

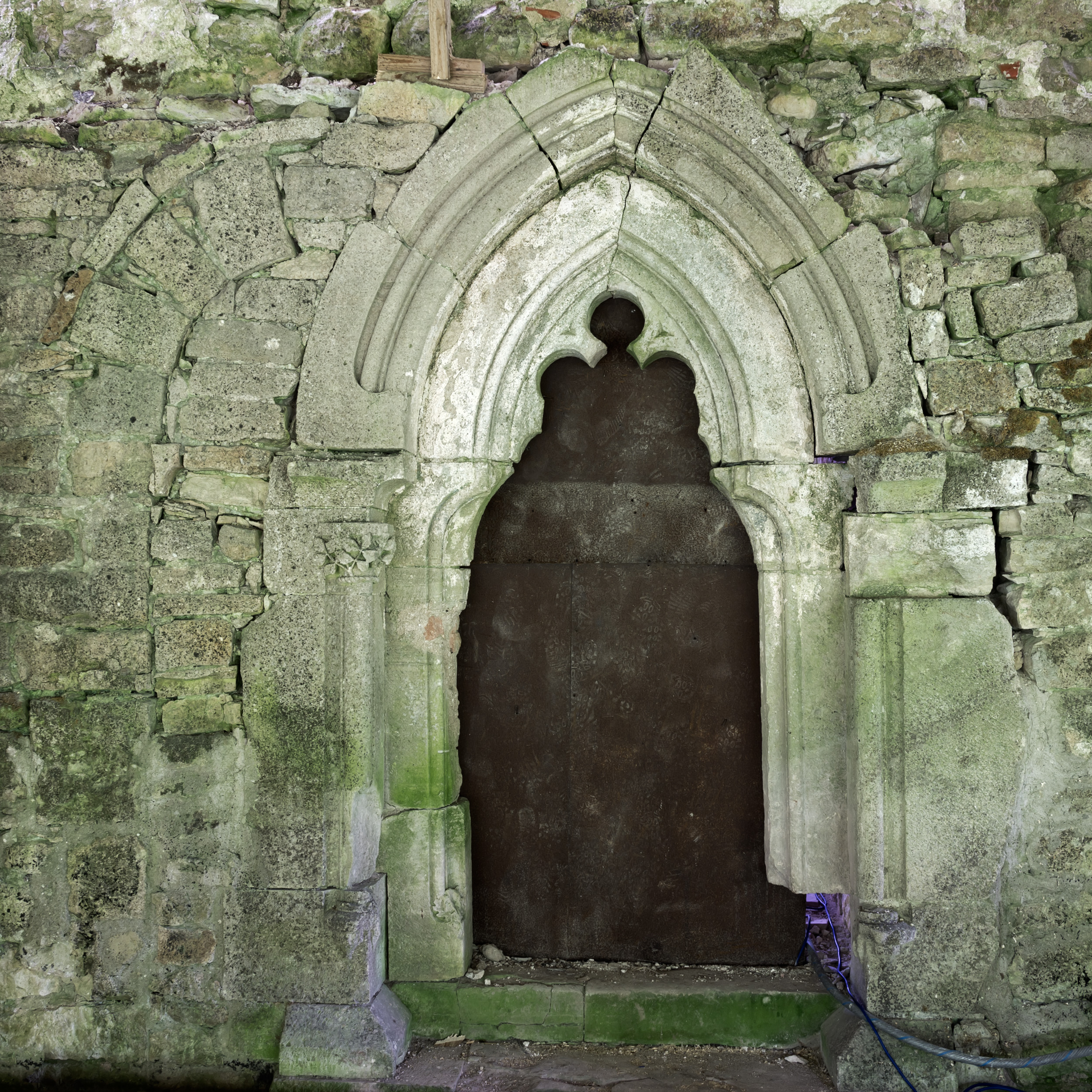
Nordportal

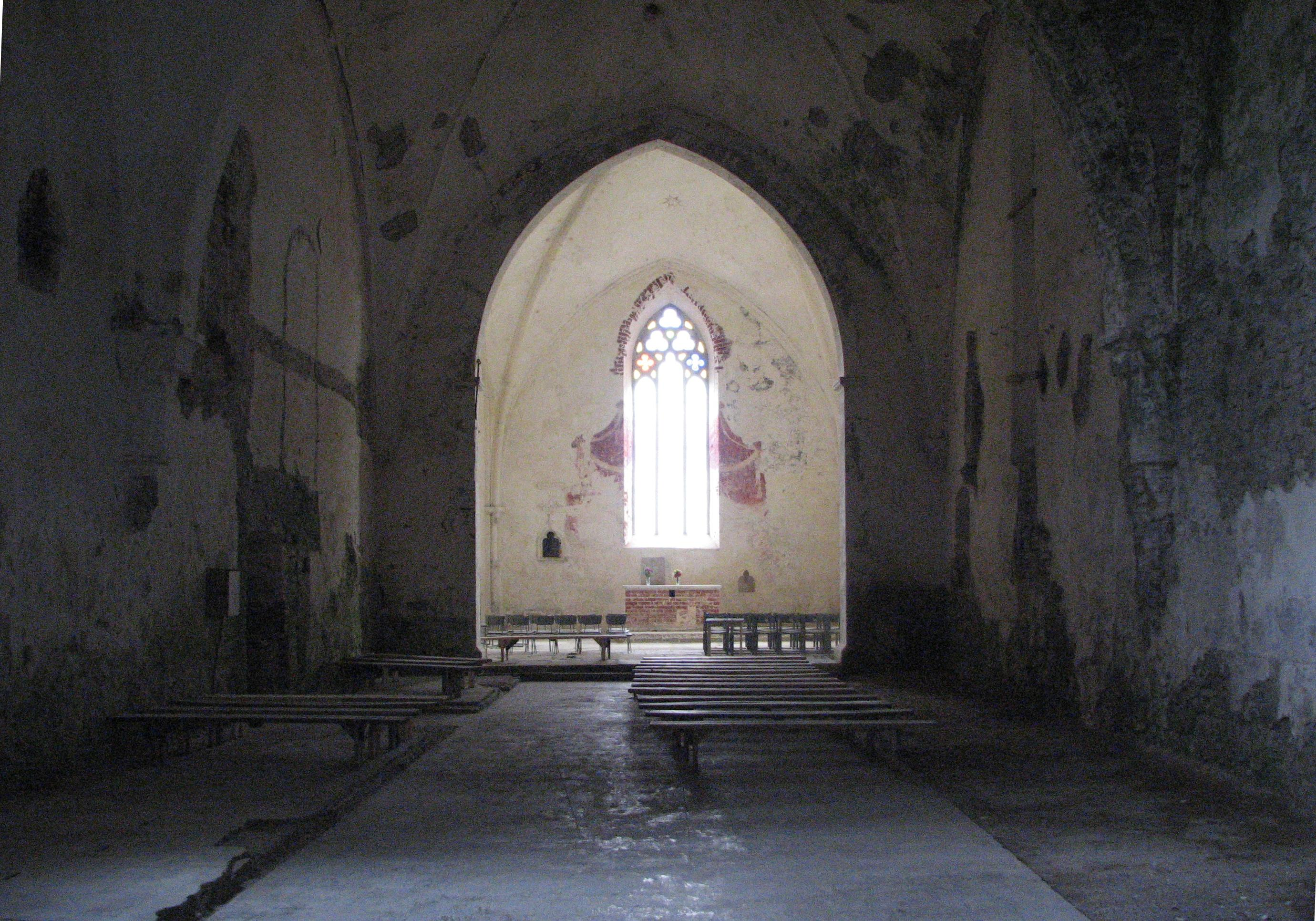
Blick auf den Altar

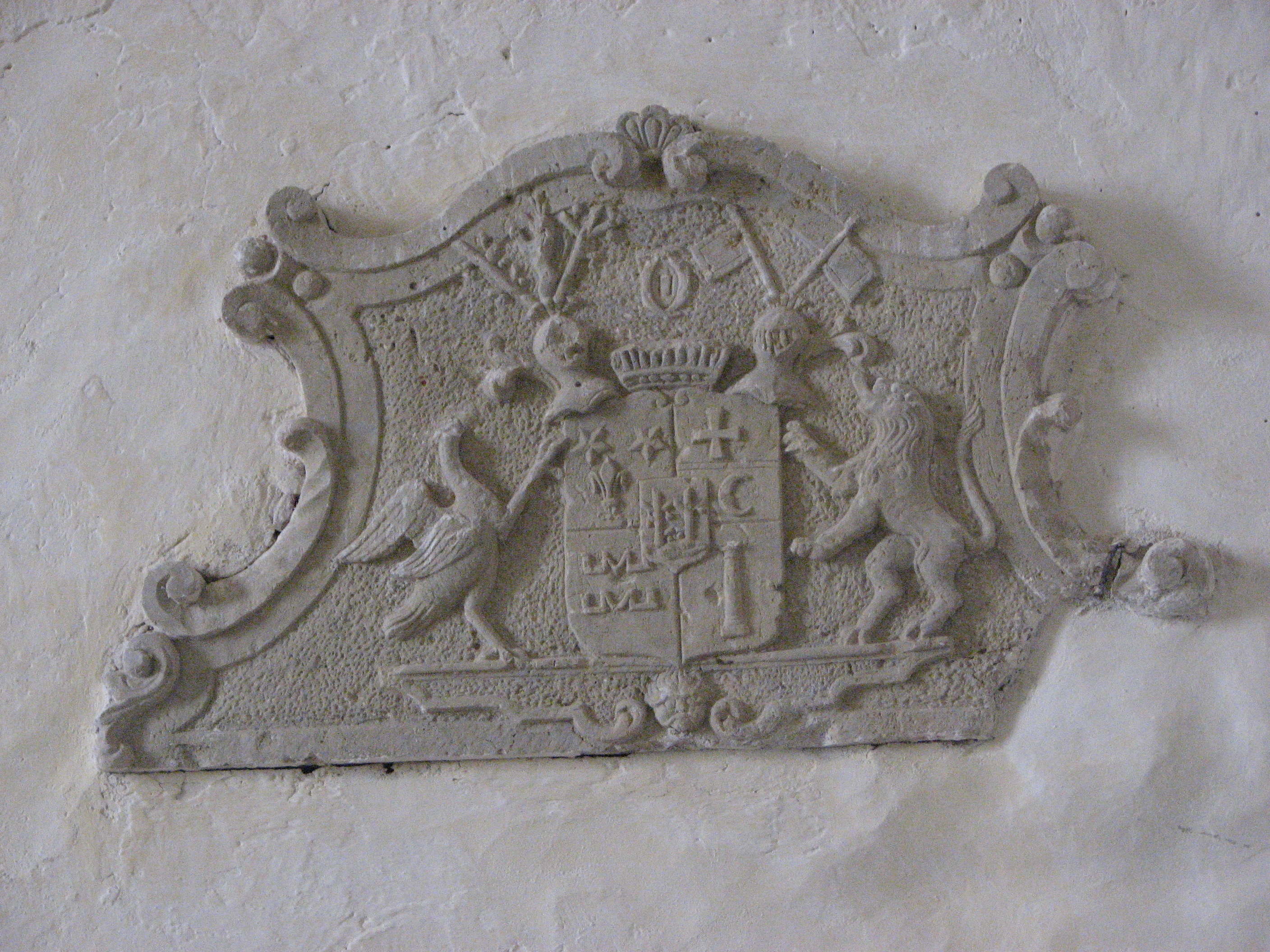
Wappen der Familie von Stackelberg

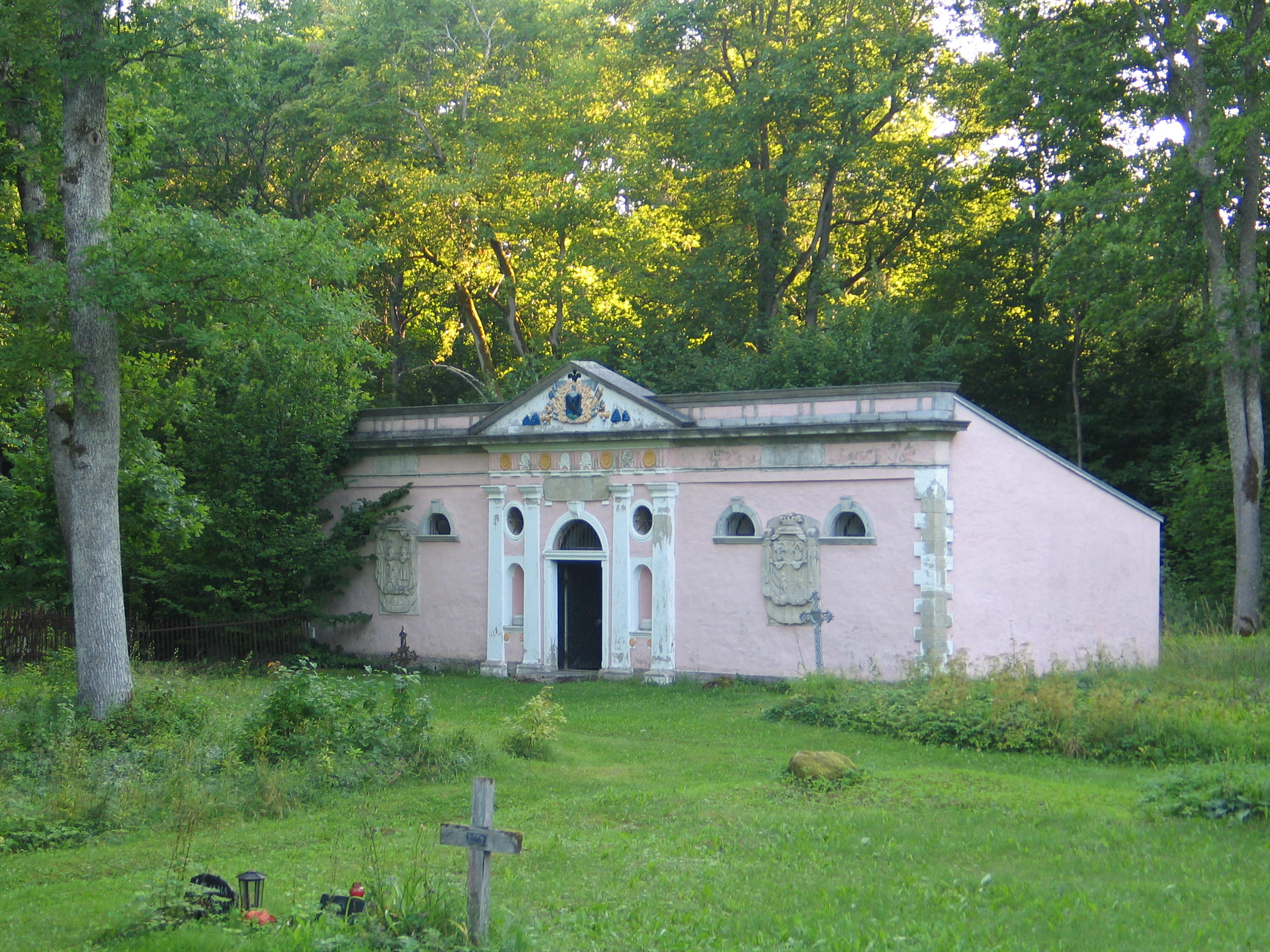
Die sogenannte Aderkas’sche Grabkapelle

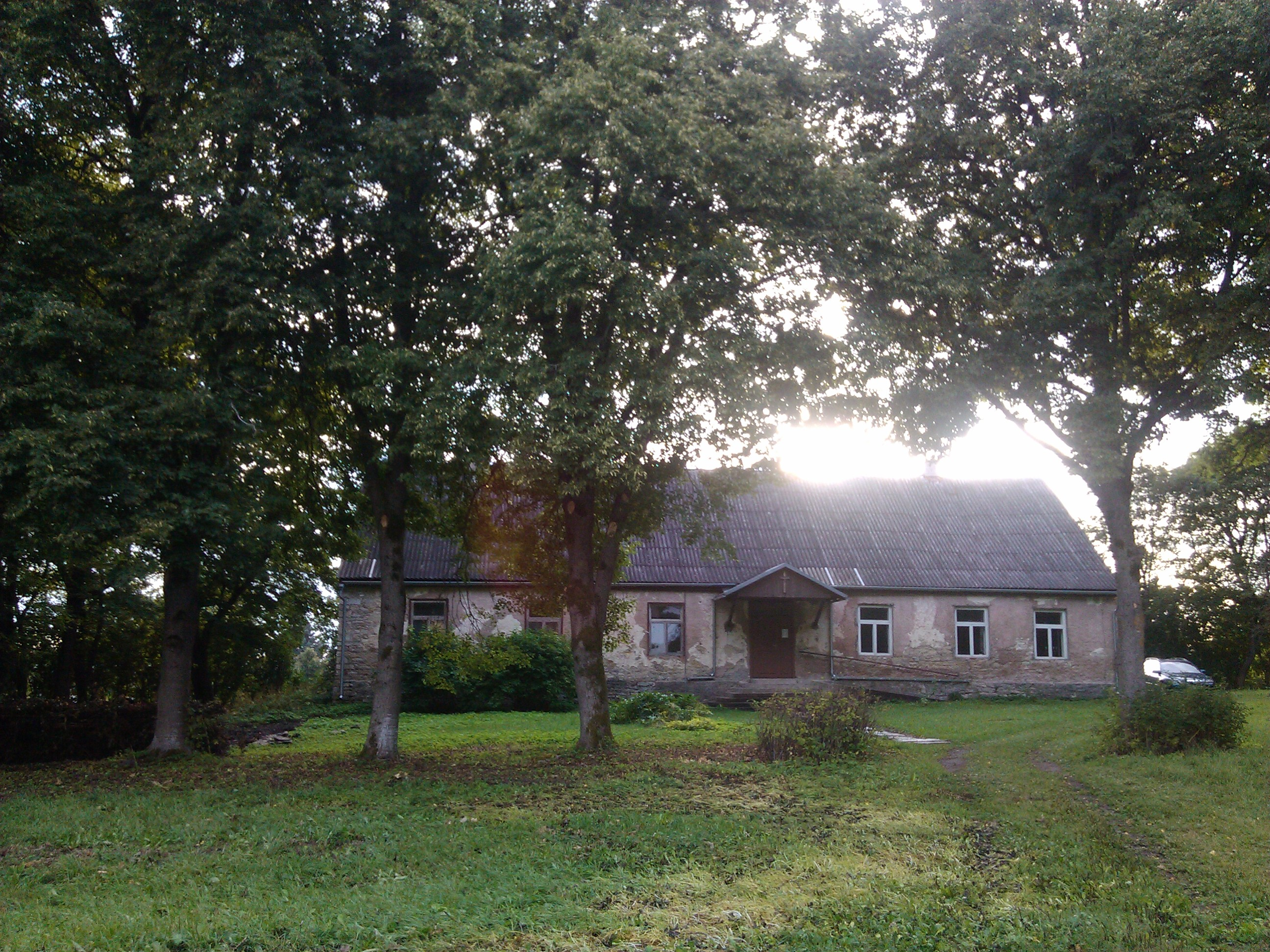
Ehemaliges Pastorat

Pöide (deutsch Peude) ist ein Dorf (estnisch küla) auf der größten estnischen Insel Saaremaa. Es gehört zur Landgemeinde Saaremaa (bis 2017: Landgemeinde Pöide) im Kreis Saare.

## Einwohnerschaft und Lage
Das Dorf hat 26 Einwohner (Stand 31. Dezember 2011). Es liegt 43 Kilometer nordöstlich der Inselhauptstadt Kuressaare.

## Ordensburg Peude
Die Ordensburg von Pöide wurde wahrscheinlich zwischen 1255 und 1290 errichtet. Die Festung des Deutschen Ordens wurde erstmals 1290 urkundlich erwähnt. Es handelte sich um einen massiven, turmartigen Kalksteinbau.
Die Burg wurde 1343 während des sogenannten „Aufstands am Jakobstag“ (25. Juli), einem Schauplatz des landesweiten „Aufstand in der Georgsnacht“, von der einheimischen estnischen Landbevölkerung zerstört. Heute sind nur noch einige unterirdische Mauerreste nördlich der Kirche erhalten.

## St.-Marien-Kirche
Im Mittelalter wurde Pöide das Zentrum eines eigenen Kirchspiels. Um die Kirche entwickelte sich das heutige Dorf.
Am Ort entstand bereits Mitte des 13. Jahrhunderts eine Kapelle. Das Gotteshaus in Pöide wurde an die Mauern der damaligen Ordensburg angelehnt.
Die heutige St.-Marien-Kirche von Pöide wurde Anfang des 14. Jahrhunderts im gotischen Stil errichtet und Anfang des 15. Jahrhunderts mit dem Bau des massiven Wehrturms vollendet. Ihre Architektur ähnelt der Kirche von Valjala. Das einschiffige Gotteshaus ist der größte Sakralbau der Insel Saaremaa.
„Der sehr massige Bau mit den schmalen Fenstern und dem gewaltigen Turm aus dem 17. Jahrhundert vermittelt eher den Eindruck einer Festung als den einer Kirche. Zu der Geschlossenheit trägt auch das Fehlen eines Chores als eigenständiger Bauteil bei; er ist ebenso breit und hoch wie das Langhaus. Der Haupteingang ist ausnahmsweise auf der Südseite angebracht. Im Inneren ist die Kirche vom Boden bis zum Gewölbe mit einer meisterhaft naturalistischen Pflanzenornamentik geschmückt: sie überzieht die Kapitelle der Ecksäulen, die Hängekonsolen der Gurtbögen, die Schlußsteine und die Portale. An einem Kapitell ist ein Figurenpaar zu sehen, kopflos zwar, aber an ihrer Kleidung mit der glückbringenden Fibel (›sôlg‹) und dem rituellen Trinkhorn in der Hand als Bauern zu erkennen.“
Der Taufstein aus Dolomit stammt aus der ersten Hälfte des 14. Jahrhunderts. In der Kirche befinden sich einige meisterhaft gefertigte Epitaphe, unter anderen ein Dolomitepitaph des deutschbaltischen Barons Otto von Üexküll von 1666.
Der Helm des 15 Meter hohen Turms, das Dach und das historische Kirchengestühl brannten 1940 nach einem Blitzeinschlag ab. Während der sowjetischen Besetzung Estlands (1940–1991) wurde die Kirche stark in Mitleidenschaft gezogen. Sie diente teilweise als Viehstall der örtlichen Kolchose. Nach Wiedererlangung der estnischen Unabhängigkeit wurde das Gotteshaus teilweise restauriert. 2014 erhielt sie ein neues Dach. Die Kirchengemeinde untersteht heute wieder der Estnischen Evangelisch-Lutherischen Kirche (EELK).

## Friedhof
Nahe der Kirche liegt der Friedhof von Pöide. Er ist vor allem bekannt für die großzügig konzipierte „Aderkas’sche Grabkapelle“ vom Ende des 18. Jahrhunderts. An der Fassade befindet sich die Jahreszahl 1791.
Das im Stil des Klassizismus errichtete Bauwerk ist „eine Grabkapelle für gleich drei Familien: Berg, Aderkas und Buhrmeister. Mit gutem Gefühl für Architektur ist dem Dolomit hier eine klassische Form gegeben worden, in der ein Nachklang der barocken Epitaphe noch zu spüren ist und wo Symbole für Leben und Tod den Fries der Fassade schmücken.“ Die Grabkapelle wurde 1989 umfassend renoviert.

## Walter Flex
Bei der Kirche von Pöide wurde 1917, während des Ersten Weltkriegs, der kriegsfreiwillige deutsche Schriftsteller Walter Flex tödlich verwundet. Begraben wurde Flex zunächst auf dem Friedhof von Pöide.
Die deutschen Nationalsozialisten ließen die sterblichen Überreste aus propagandistischen Gründen 1940 auf den Friedhof der Garnison Königsberg in Preußen umbetten. Seit 1997 erinnert ein Gedenkstein an der Stelle des ursprünglichen Grabes in Pöide an Walter Flex.

## Persönlichkeiten
- Ando Keskküla (1950–2008), Maler und Videokünstler